# Cerotainia rhopalocera
Cerotainia rhopalocera är en tvåvingeart som först beskrevs av Lynch Arribalzaga 1882.  Cerotainia rhopalocera ingår i släktet Cerotainia och familjen rovflugor. Inga underarter finns listade i Catalogue of Life.